# Kugitangtau
Kugitangtau, Köýtendag, Koytendag eller Kugitangbergen (Turkmeniska: Köýtendag, ryska: Кугитангтау, "Kugitangtau" är en kombination av tadzjik och uzbek och betyder bokstavligen berg-kanjon-berg) är en bergskedja i änden på en sydvästlig utlöpare från Gissarbergen, Bajsuntau (Байсунтау). Kedjan bildar gräns mellan Uzbekistan och Turkmenistan strax norr om Afghanistan. Den når från Amu-Darjas dalgång 100 km norrut upp till floden Sjerabads kanjon och har en högsta höjd på 3139 m ö.h. (Ajribaba som är Turkmenistans högsta punkt). Bergen består av prekambrisk gnejs överlagrad av sedimentära bergarter från mesozoikum (flysch från trias och undre jura, däröver kalksten och gips från övre jura och krita) och karstbildningar förekommer rikligt. Vegetationen består av halvöken med annueller i förbergen och subtropiska bergsstäpper med xerofyter och glesa buskskogar av Juniperus och Pistacia därovan. Kugitangtaus naturreservat med bl.a. grottan Kap-Kutan (Cupp-Coutunn) ligger i bergskedjan.